# Rafael Peralta (Schiff)
Die Rafael Peralta, auch USS Rafael Peralta (Kennung: DDG-115), ist ein Lenkwaffenzerstörer der Arleigh-Burke-Klasse (Flight IIA) der United States Navy.

## Geschichte

### Name
Namensträger des Schiffes ist Rafael Peralta. Peralta wurde im Juni 2015 mit dem Navy Cross, der höchsten Auszeichnung der United States Navy, durch SECNAV Ray Mabus ausgezeichnet. Während der Operation Phantom Fury wurde Peralta verwundet, als er zusammen mit anderen Marines der 3rd Marine Division III. Marine Expeditionary Force Häuser durchsuchte. Als die Rebellen eine Handgranate warfen, legte er sie unter seinen Körper, um die nachfolgenden Soldaten zu schützen. Er starb sofort an den Folgen der Verwundung.

### Bau
Nachdem von der Zumwalt-Klasse nur drei Zerstörer hergestellt worden waren, entschied sich die USN neue Burkes anzuschaffen. DDG-115 wurde 2011 bei Bath Iron Works bestellt. Die Kiellegung fand am 19. Oktober 2014 statt. Am 31. Oktober 2015 wurde der Zerstörer von Rosa Maria Peralta, der Mutter des Namensgebers, getauft. Die Rafael Peralta wurde am nächsten Tag vom Stapel gelassen. Am 3. Februar 2017 wurde das Schiff an die USN geliefert und am 29. Juli 2017 in San Diego in Dienst gestellt, gleichzeitig ist dies auch der Heimathafen.